# Lindokuhle Mbatha
Pour les articles homonymes, voir Mbatha.
Lindokuhle John Mbatha est un footballeur international sud-africain né le 25 juin 1985 à Newcastle. Il joue au poste d'ailier au TS Galaxy. 